# Kalwi & Remi and Friends Vol. 2
Kalwi & Remi and Friends Vol. 2 – druga kompilacja duetu Kalwi & Remi z 2006 roku.

## Lista utworów
| #  | Wykonawca                             | Tytuł                     | Czas |
| -- | ------------------------------------- | ------------------------- | ---- |
| 1  | Luc Margeaux                          | Valle de Larmes           | 3:00 |
| 2  | The Drill                             | The Drill                 | 2:19 |
| 3  | F.E.D.O.                              | Be Original               | 2:53 |
| 4  | Freaks Jam                            | Friday Night              | 1:14 |
| 5  | Supermode                             | Tell Me Why               | 2:25 |
| 6  | Kalwi & Remi                          | Explosion (Dj Jose Remix) | 1:45 |
| 7  | Bob Sinclar feat. Dollarman & Big Ali | Rock This Party Everybody | 2:50 |
| 8  | The Biz                               | Stop Go                   | 3:05 |
| 9  | ATB                                   | Let U Go 2005             | 3:12 |
| 10 | Benassi Bros feat. Sandy              | Feel Alive                | 2:33 |
| 11 | Dj Jose                               | Dedication                | 2:40 |
| 12 | Dj Magic                              | To The Club               | 1:18 |
| 13 | Kalwi & Remi                          | Imagination               | 4:45 |
| 14 | Randy Katana                          | Play It Louder            | 2:20 |
| 15 | Grooveyard                            | Mary Go Wild              | 1:52 |
| 16 | Blank & Jones                         | Catch                     | 2:49 |
| 17 | Kris                                  | Sunrise                   | 2:50 |
| 18 | Ron van den Beuken                    | Find The Way              | 2:04 |
| 19 | Paul van Dyk feat. Wayne Jackson      | The Other Side            | 3:03 |
| 20 | Kalwi & Remi feat. Fabio Stein        | From Poland To Brazil     | 3:57 |
| 21 | Tiesto                                | Adagio For Strings        | 5:49 |
| 22 | Kalwi & Remi vs John Marks            | Revolution                | 3:16 |